# گنتارو سوزوکا
گنتارو سوزوکا (ژاپنی: 鈴鹿 源太郎؛ زادهٔ ۱۰ اوت ۱۹۸۶) یک بازیکن فوتبال اهل ژاپن است.
از باشگاه‌هایی که در آن بازی کرده‌است می‌توان به باشگاه ورزشی یوکوهاما اشاره کرد.